# Otto Joswig
Otto Heinrich Joswig (* 9. Januar 1897 in Werne, Kreis Bochum; † 8. Februar 1967) war ein deutscher Missionar auf der Insel Truk in den Karolinen, danach Prediger der Liebenzeller Mission im Landkreis Karlsruhe. 

## Leben und Wirken
Geboren und aufgewachsen als erstes von neun Kindern des Bergmannes Michael Joswig und seiner Ehefrau Luise Joswig in Werne im damaligen Kreis Bochum, erlernte Otto Joswig nach Abschluss der Volksschule das Dachdeckerhandwerk. Nach der Gesellenprüfung wurde er zum Kriegsdienst eingezogen und während des Ersten Weltkriegs als Feldwebel in Rumänien und Frankreich eingesetzt. 
Die Kriegserlebnisse haben ihn offensichtlich so beeindruckt, dass er sich einer evangelischen Erweckungsbewegung anschloss. Er ließ sich zum Missionar ausbilden und ging für die Liebenzeller Mission 1927 auf das Chuuk Atoll, eine ehemalige deutsche Kolonie in der Südsee. Bald ließ er seine Braut Johanna Emilie Grete Hein (1896–1957) aus Königsberg zu sich kommen und heiratete sie vor Ort. Der Schriftwechsel zwischen dem Missionarsehepaar und dem Missionshaus in Liebenzell ist erhalten. Er gibt Einblick in die Probleme der Missionsstation, etwa über die Konkurrenz zwischen evangelischen und katholischen Missionseinrichtungen.
1937 kehrte das Ehepaar zusammen mit seinen inzwischen vier Kindern nach Deutschland zurück und bezog das Liebenzeller Missionshaus in Staffort. Bis zu seinem Lebensende war Otto Joswig zusammen mit seiner Frau Grete im Landkreis Karlsruhe für die Innere Mission des Liebenzeller Missionsverbandes tätig. Dabei übernahm er auch vertretungsweise Sonntagspredigten in den Kirchen der Hardtgemeinden.
Der Sohn Heiner Joswig (1934–2011) hat zusammen mit Freunden und Verwandten in einem mehrmonatigen Einsatz die damalige Missionsstation auf Truk restauriert und den umfangreichen Briefwechsel als Buch veröffentlicht.